# Piper pendulirameum
Piper pendulirameum är en pepparväxtart som beskrevs av Trel. & Yunck.. Piper pendulirameum ingår i släktet Piper och familjen pepparväxter. Inga underarter finns listade i Catalogue of Life.